# GraphML
GraphML (англ. Graph Markup Language) — повнофункціональний і зручний в роботі файловий формат для опису графів. Він включає базову мову, призначену для опису структурних властивостей графу і гнучкий механізм її розширення, що дозволяє включати в опис графу дані, специфічні для додатків.
GraphML включає підтримку орграфів, ненаправлених, і змішаних графів, гіперграфів, ієрархічних графів, опис графічного представлення, посилань до зовнішніх даних, специфічних для програми атрибутів, і полегшеного синтаксичного аналізатора.
На відміну від багатьох інших форматів опису графів, GraphML не використовує оригінальний синтаксис. Натомість він використовує XML, і отже ідеально підходить як універсальний засіб для формування, архівування, або обробки графів.

## Джерело
- Homepage of GraphML [Архівовано 13 грудня 2009 у Wayback Machine.] (англ.)